# Institut technique interprofessionnel des plantes à parfum, médicinales, aromatiques et industrielles
L'Institut technique interprofessionnel des plantes à parfum, médicinales, aromatiques et industrielles (ITEIPMAI) est une association créée en 1980 pour assurer une mission de recherche appliquée finalisée au service des filières plantes aromatiques, médicinales et à parfum (PPAM),. Il est qualifié en tant qu’institut technique agricole par le ministère de l'Agriculture et est membre de l'Association de coordination technique agricole (ACTA).

## Historique
Au début des années 1950, un centre national d’expérimentation est créé en tant que service technique du syndicat national des producteurs. Il préfigure le futur institut technique interprofessionnel des plantes à parfum, médicinales, aromatiques et industrielles, qui est créé en 1980, sous la forme d'une association loi 1901. Le siège est alors basé à Milly-la Forêt, dans l’Essonne spécialisée dans la production de menthe poivrée mais aussi d’angélique ou de petite absinthe. 
En 1987, l'ITEIPMAI déménage à Chemillé dans le Maine-et-Loire, qui est maintenant le principal pôle de production des plantes médicinales en France. En déménageant, l'institut laisse les collections et les missions de conservation, qui sont reprises par le conservatoire national des plantes à parfum, médicinales et aromatiques (CNPMAI), créé sur la demande des producteurs, pour prendre la suite à Milly-la-Forêt.
En 2012, considérant que le secteur des plantes aromatiques a des marchés voisins de l’horticulture ornementales avec des convergences dans la gestion des activités d’expérimentation, un rapprochement/fusion entre l’ITEIPMAI et l’Institut Astredhor est prévu et annoncé au 1er janvier 2015. Ce projet d’institut commun est remis en cause, en contraignant les deux instituts à redéposer leur dossier de qualification en tant qu’institut technique sur une base individuelle et à soutenir leurs projets respectifs devant l’ACTA. 
La qualification individuelle d’ITEIPMAI a été confirmée par le ministère de l’Agriculture en 2017 pour la période 2018-2022.

## Missions
Ses missions sont les suivantes, :
- création de nouvelles variétés pour répondre à de nouveaux besoins ;

- protection des cultures et de l'environnement et mise au point d'itinéraires techniques ;

- ouverture de perspectives de production avec de nouvelles espèces ou de nouveaux usages ;

- contribution à la structuration de la filière et à l'évolution de sa réglementation et de ses normes (AFNOR, Pharmacopées)[10],[11].

Un rapport du Comité économique et social de 2006 indique que l'institut, bien que ne bénéficiant que de moyens relativement modestes, a obtenu des résultats très significatifs dans plusieurs domaines dont la lutte contre le dépérissement de la lavande et du thym. 
Les résultats des travaux de l'ITEIPMAI sont notamment présentés à l'occasion d'un rendez-annuel, intitulé "les rendez-vous d'herbalia" dont la première édition s'est tenue en 2007. L’institut pilote un outil de veille, quasi-trimestriel, sur les méthodes alternatives en protection des cultures. 
En 2019, les travaux conduits sur le basilic, aboutissant à la création d'une variété de basilic tolérance au mildiou, sont récompensés lors des trophées de l'innovation organisés par l'Association de coordination technique agricole (ACTA). 

## Organisation
En 2019, l’institut compte 26 collaborateurs pour un budget total de 2,5 millions d’euros.
Le financement (année 2016) est assuré à 55 % par le ministère de l’Agriculture, via la DGER et FranceAgrimer, à 31 % par des prestations, contrats et appels à projets et à 14 % par des cotisations statutaires et des contributions professionnelles.
Au sein du réseau de l’ACTA, deux structures lui sont adossées : d'une part, le Conservatoire national des plantes à parfum, médicinales, aromatiques et industrielles (CNPMAI), basé à Milly-la-Forêt (Essonne) et d'autre part, le Centre régionalisé interprofessionnel d’expérimentation en plantes à parfum, aromatiques et médicinales (CRIEPPAM), basé à Manosque (Alpes-de-Haute-Provence).